# Volkswagen Brasilia

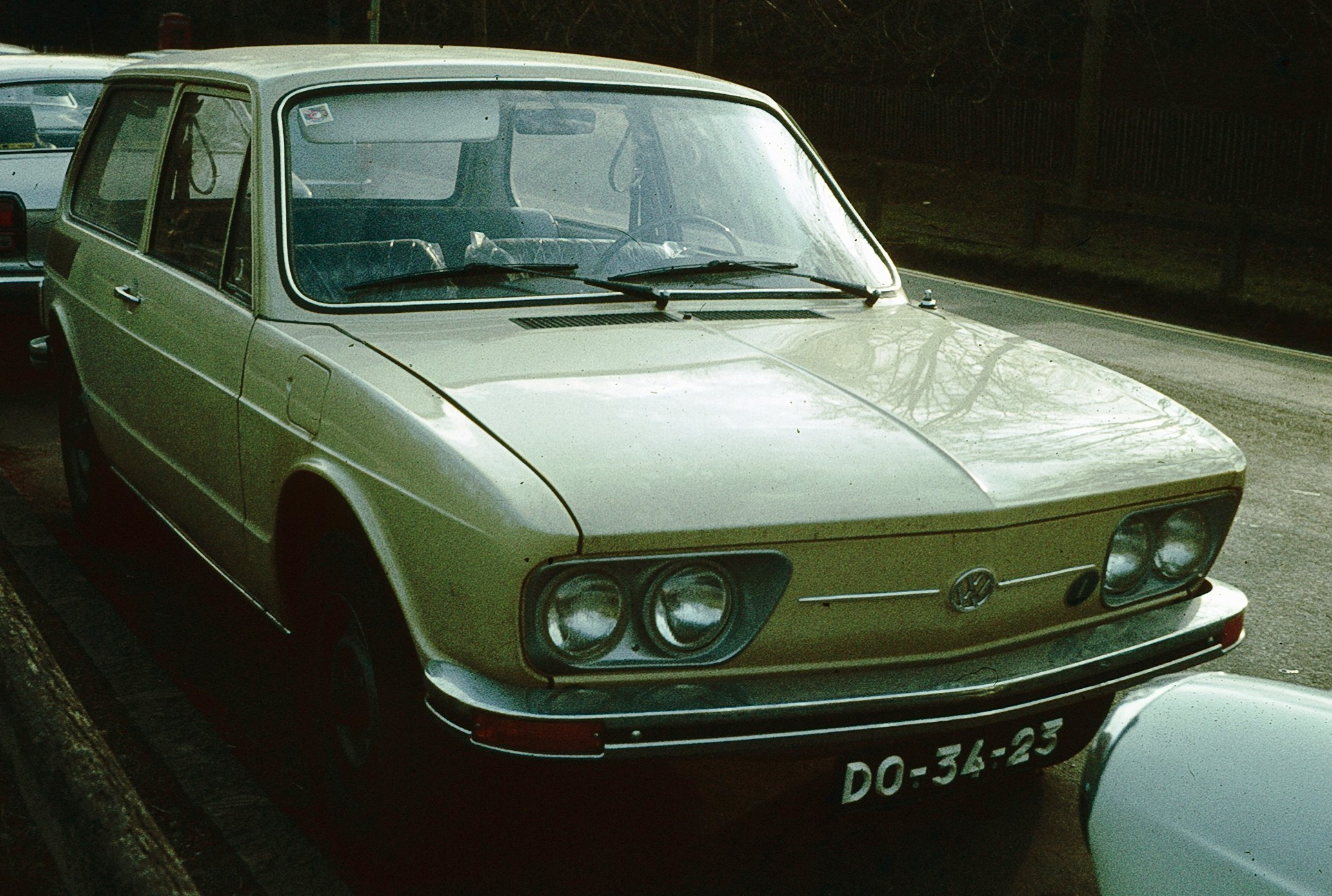
Volkswagen Brasilia i Portugal. Portugal var det enda europeiska landet som köpte in Volkswagen Brasilia

Volkswagen Brasilia. VW Typnr:102, visades första gången juni 1973.
En bilmodell framkommen under Rudolf Leidings chefsperiod i Brasilien i slutet av 60-talet fram till 1971.
Många har ansett att bilen är baserad på Volkswagen 411 och Volkswagen 412, vilket är helt fel, Brasilia är mycket mindre. Det som är sant att bilen har "Leidingnos", vilket även fanns på den brasilianska Volkswagen Typ 3 och bilmodellen SP-2, även den en brasiliansk modell, en sportcoupé. Brasilia tillverkades i Brasilien 1973-1982. Bilen byggdes på bottenplattan till Karmann Ghia typ 14. Motorn var en VW 1600 cm3 med två Solexförgasare, och "ståfläkt". Modellen fanns med 2 eller 4 dörrar. Gick att köra på alkoholbaserat bränsle i Brasilien. Enkelledad bakaxel, framvagn med bärarmar och kulleder. Bromskivor fram.
Bilen tillverkades primärt för hemmamarknaden. Den var inte avsedd för Europa. Men ett undantag var Portugal där den såldes i mitten på 1970-talet. Bilen exporterades 1973-1979 till Mexiko i CKD-form, och där monterades den tillsammans med VW Bubbla och VW Golf i fabriken i Puebla. Den levererades också till Volkswagenss fabrik i Nigeria 1977-1981 i CKD-utförande, det lokala namnet där var Volkswagen Igala, totalt tillverkades det 9922 stycken VW Igalas.
Hela bilen är en blandning av VW Typ1, Typ III. Total produktion av VW Brasilia och Igala var 1.063.963 stycken.